# Sionismo cultural
O Sionismo Cultural ou Espiritual é uma das principais correntes do pensamento sionista. Sua principal figura inspiradora foi Asher Ginzberg, mais conhecido como Ahad Ha'am. Os sionistas culturais defendiam uma revisão de prioridades do nacionalismo judaico. O movimento não queria resolver "o problema dos judeus", mas "o problema do judaísmo". 
Segundo seus seguidores, os anos de exílio e dominação em países estrangeiros, e o desejo de incorporação às sociedades onde viviam, trouxeram desafios. Esse movimento apoiava a imigração para a antiga Terra de Israel, lar dos ancestrais e profetas, como forma a criar um grande núcleo com maioria judaica. Eles acreditavam que o Estado independente não era uma necessidade primordial, mas seria uma etapa natural da evolução judaica, impulsionada pelas expressões culturais do povo.
Para o sionismo cultural, a redenção nacional e espiritual dos judeus viria com o livre desenvolvimento de expressões culturais e científicas próprias, longe da Europa e da dominação por estrangeiros. Esse crescimento cultural passaria a ser o centro da nação judaica, que irradiaria a cultura para as comunidades na diáspora judaica e as atrairia para a então Palestina, fortalecendo a identidade do povo. Quando a maturidade e a produção cultural dos judeus atingissem o auge, o Estado nasceria. “Será um Estado Judeu e não meramente um Estado de judeus”.
O sionismo cultural não negava explicitamente a conveniência (ou viabilidade) de uma organização política democrática. Sua exigência de uma maioria judaica não representava tanto uma rejeição categórica do liberalismo, mas uma solução para certos limites nele supostamente contidos, especialmente no terreno da cultura. O sionismo cultural encarava portanto a maioria judaica como conditio sine qua non não de um Estado dos judeus, mas do livre renascimento espiritual da nação judaica.